# خسرو زاکاریان
خسرو زاکاریان ( انگلیسی: Khosrov Zakarian؛ ز سده ۱۱ام میلادی) نجیب‌زاده، فرد نظامی و سیاستمدار ارمنی‌تبار اهل پادشاهی متحد گرجستان و پادشاهی تاشیر-دزوراگت بود. وی عضو دودمان زاکارید-مخارگردزلی بود.